# Cosmochlaina
Cosmochlaina é um género de nematófito, um tipo de plantas primitivas (Silúrico - Devónico) apenas conhecidas a partir das suas cutículas fossilizadas, muitas vezes encontrada em associação com estruturas tubulares. Onde Nematothallus é por vezes utilizado para relacionar apenas estruturas semelhantes a tubos, Cosmochlaina refere-se aos fragmentos de cutícula.
Foi sugerido que os poros de Cosmochlaina representam rizóides quebrados, com base no facto de que a maceração ou decomposição de hepáticas extantes também produz uma textura perfurada similar.